# КД Логроньєс
Це стаття про історичний футбольний клуб, що існував у 1940—2009 роках. Про сучасні клуби, утворені 2009 року див. статті УД Логроньєс та СД Логроньєс.
Логроньєс (ісп. CD Logroñés) — колишній іспанський футбольний клуб з міста Логроньйо, адміністративного центру автономного співтовариства Ла-Ріоха.

## Історія
Клуб був заснований 30 травня 1940 року. До 1987 року він грав у другому і третьому дивізіонах Іспанії.

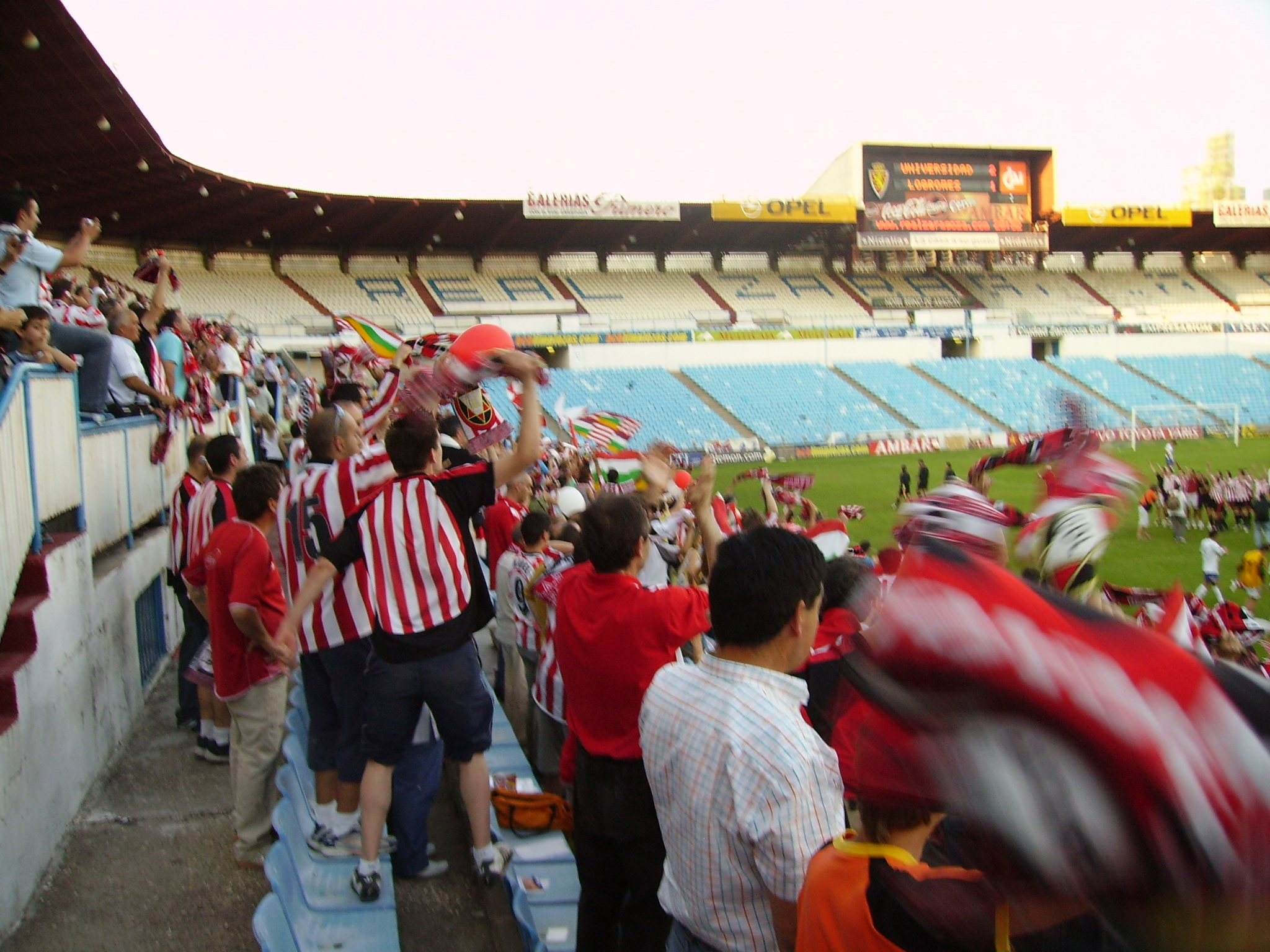
Вболівальники «Логроньєса». 2006 рік.

В сезоні 1987/88 клуб вперше в своїй історії зіграв у Ла Лізі, зайнявши тринадцяте місце. В еліті клуб грав до сезону 1994/95, у якому зайняв останнє місце і вилетів до Сегунди. У другому дивізіоні «Логроньєс» зайняв друге місце і відразу повернувся в еліту, проте там у сезоні 1996/97 знову опинився на останньому місці і назавжди покинув найвищий іспанський дивізіон.
З 2000 року клуб почав відчувати фінансові проблеми, через які тричі знижувався в класі.
4 січня 2009 року «Логроньєс» провів свій останній матч, в якому на поле вийшли лише 9 футболістів на знак протесту проти затримки зарплати. Влітку 2009 року були засновані нові клуби «СД Логроньєс» та «УД Логроньєс», які стали наступниками старого.

## Сезони по дивізіонах
- Ла Ліга — 9 сезонів
- Сегунда Дивізіон — 18 сезонів
- Сегунда Дивізіон Б — 11 сезонів
- Терсера Дивізіон — 29 сезонів